# Reptadeonella levinseni
Reptadeonella levinseni är en mossdjursart som först beskrevs av John Borg 1940.  Reptadeonella levinseni ingår i släktet Reptadeonella och familjen Adeonidae. Inga underarter finns listade i Catalogue of Life.